# El Tossal (Ponts)
El Tossal és un poble agregat al municipi de Ponts, a la comarca de la Noguera, inclòs en l'Inventari del Patrimoni Arquitectònic de Catalunya.
Fou municipi independent fins a l'any 1970. L'antic terme comprenia, també, els pobles de la Força d'Estany (amb l'església i casa d'Estany) i de Torreblanca i l'església i castell de Sant Joan.

## Situació i descripció
Situat a 387 metres d'altitud, a una vall tributària, a l'esquerra del Segre, sota el cingle d'Estany; de l'església parroquial (dedicada a Sant Bartomeu) depèn l'ermita de Sant Domènec, al sud del poble. També hi ha una petita caseria amb la capella de Sant Isidre en terrenys adjacents al riu Segre i la presa d'inici del canal d'Urgell.
Aquest terme té una extensió de 15,24 quilòmetres quadrats i és bàsicament agrícola. Al regadiu s'hi conrea alfals, patates (o trumfos com diuen els autòctons), hortalisses, llegums, farratges i arbres fruiters; al secà oliveres, vinya i cereals -blat i ordi especialment-. També té unes 70 hectàrees que es dediquen a guaret. Una part del terme és bosc, roureda i carrasca. L'economia es completa amb la ramaderia, concretament amb bestiar porcí i oví.